# Mercer (Wisconsin)
Mercer – jednostka osadnicza w Stanach Zjednoczonych, w stanie Wisconsin, w hrabstwie Iron.